# 阿瑟·戈尔
阿瑟·戈尔（英語：Arthur Gore，1868年1月2日—1928年12月1日），英国男子网球运动员。他曾获得温布尔登网球锦标赛男子单打冠军、男子双打冠军。他也曾参加1908年和1912年夏季奥林匹克运动会。